# Stylocidaris
A Stylocidaris nem egy a Cidaridae családba tartozó állatnemek közül.

## Rendszerezés
18 faj tartozik a nembe:
- Stylocidaris affinis (Philippi, 1845)
- Stylocidaris lineata (Mortensen, 1910)
- Stylocidaris reini (Doderlein, 1887)
- Stylocidaris amboinae (Mortensen, 1927)
- Stylocidaris annulosa (Mortensen, 1927)
- Stylocidaris conferta (Clark, 1916)
- Stylocidaris rufa (Mortensen, 1928)
- Stylocidaris calacantha (Agassiz és Clark, 1907)
- Stylocidaris bracteata (Agassiz, 1879)
- Stylocidaris maculosa (Mortensen, 1928)
- Stylocidaris effluens (Mortensen, 1927)
- Stylocidaris tiara (Anderson, 1894)
- Stylocidaris lorioli (Koehler, 1927)
- Stylocidaris albidens (Clark, 1925)
- Stylocidaris badia (Clark, 1925)
- Stylocidaris brevicollis (de Meijere, 1904)
- Stylocidaris fusispina (Mortensen, 1928)
- Stylocidaris melitensis (Wright, 1855)

## Külső hivatkozások
Stylocidaris a Google-on